# Dziewczynka z orzeszka
Dziewczynka z orzeszka (oryg. Liśkulka) – czeski serial animowany z 1998 roku. Emitowany w paśmie Dobranocki w TVP Polonia. Zawiera 13 odcinków.
Serial opowiada o przygodach Leszczynki – małej dziewczynki z laskowego orzeszka, która szuka przyjaciół.

## Dane techniczne
- data produkcji: 1998
- producent: Krátký Film Praha a.s. - Studio Bratri v triku, Fedor Gal
- reżyseria: Nataša Boháčková
- animacja: Vlasta Barankova

## Wersja polska
Wersja polska: Telewizyjne Studia Dźwięków – Warszawa

Wystąpili:
- Beata Jankowska-Tzimas – Leszczynka
- Teresa Lipowska – Narrator
- Adam Biedrzycki

i inni

## Spis odcinków
1. Jak Leszczynka znalazła przyjaciół
2. Jak Leszczynka urządzała dom
3. Jak Leszczynka i żuczki uratowały biedronkę
4. Jak Leszczynka poznała nimfę Borunikę
5. Jak Leszczynka umknęła przed złym krzyżakiem
6. Jak Leszczynka spotkała nowych przyjaciół
7. Jak Leszczynka znalazła się między ludźmi
8. Jak Leszczynka zastawiła pułapkę na smoka
9. Jak Leszczynka zmęczyła tańcem wodnika
10. Jak Leszczynka odczarowała syrenki
11. Jak Leszczynka nie chciała zostać służącą
12. Jak Leszczynka zamieniła olbrzyma w maluszka
13. Jak Leszczynka wróciła do rodzinnego lasu